# 大塚聖一
大塚 聖一（おおつか せいいち、1954年1月16日 - ）は、日本の外交官。駐レバノン特命全権大使を経て、駐カタール特命全権大使。東京都出身。

## 経歴
- 1976年（昭和51年） 青山学院大学文学部第二部[4]を中退し、外務省に入省[1][2][3]。
- アラビア語研修（在レバノン）を経て、在イラク大使館、在エジプト大使館で勤務。
- 沖縄県庁出向、外務大臣官房海外広報課長を経て、在ナミビア大使館公使、在サウジアラビア大使館公使を務めた。
- 2002年（平成14年）9月26日 懲戒戒告処分を受ける[5]。
- 2006年（平成18年） バンクーバー総領事[6]。
- 2009年（平成21年） ドバイ総領事[7]。
- その後、国家公務員共済組合連合会常任幹事を務める[2]。
- 2012年（平成24年）4月11日 レバノン駐箚特命全権大使[2]。
- 2016年（平成28年）10月21日 カタール駐箚特命全権大使[3][8]。
- 2020年（令和2年）3月1日 株式会社エルエヌジージャパン顧問[9]。

## 同期
- 齋木昭隆（13年外務事務次官・12年外務審議官（政務）・11年駐印大使・08年外務省アジア大洋州局長）
- 鶴岡公二（13年内閣官房審議官兼TPP政府対策本部首席交渉官・12年外務審議官（経済）・10年外務省総合外交政策局長）
- 兒玉和夫（13年OECD大使・外務省研修所長・10年国連大使（次席）・08年外務報道官）
- 木寺昌人（12年駐中国大使・内閣官房副長官補）
- 國方俊男（13年北極担当大使・11年駐チェコ大使）
- 小菅淳一（11年駐ヨルダン大使・06年駐アフガニスタン大使）
- 高田稔久（13年沖縄担当大使・駐ケニア兼ソマリア兼エリトリア兼セーシェル兼ブルンジ大使・10年駐ケニア大使）
- 福川正浩（11年駐ペルー大使）
- 田尻和宏（13年駐パラオ大使）
- 篠田研次（12年駐フィンランド大使）
- 高橋邦夫（11年駐ネパール大使・09年駐スリランカ兼モルディブ大使）
- 久枝譲治（11年駐オマーン大使）
- 加茂佳彦（12年駐アラブ首長国連邦大使）
- 西宮伸一（12年中国大使・10年外務審議官（経済））
- 高瀬康夫（12年駐ジャマイカ兼ベリーズ兼バハマ大使・09年駐トンガ大使）
- 渡部和男（12年駐コロンビア大使・11年科学技術協力担当大使・08年駐パラグアイ大使）
- 小泉崇（12年駐ブルガリア大使）
- 東博史（13年駐ポルトガル大使・10年駐モーリタニア大使）
- 長内敬（09年駐ラトビア大使）
- 今井治（13年国際テロ対策・組織犯罪対策協力担当兼サイバー政策担当兼安保理非常任理事国選挙及び安保理改革（中南米諸国）担当大使・12年国際テロ対策・組織犯罪対策協力兼サイバー政策担当大使・09年駐エクアドル大使）
- 細谷龍平（13年駐マダガスカル大使）
- 山本啓司（12年駐ルーマニア大使・11年査察担当大使・駐カメルーン大使）
- 塚原大貮（12年駐ベナン大使）
- 川上公一（12年外交記録公開担当大使・09年駐レバノン大使）